# Atommodell
Az atommodell az atom szerkezetét, felépítését leíró elméleti kép. A történelemben számos atommodell keletkezett, melyek egymásra épültek vagy épp kizárták a másik elmélet igazát. Az ókorban Démokritosz vezette le elméleti síkon, hogy az anyag tovább nem osztható, apró részecskékből áll, amiket atomnak nevezett (atomosz=oszthatatlan).

## Görög atomizmus
A görög atomizmus (Leukipposz, Démokritosz és Epikurosz) filozófusok nevéhez köthető. Az akkori következtetések szerint az atomok természetüket tekintve szilárd részecskék, önmagában mindegyik egy parmenidészi „Egy”. Nem tartalmaznak magukban semmiféle ürességet, azonban súllyal, kiterjedéssel rendelkeznek, azonban önmagukban színtelenek, íztelenek és szagtalanok. Az atomok alakjukban is különböznek, létezik: homorú, domború, horgokkal ellátott és sok másféle. Az atomok, mint nevük is jelzi, (gör. atomos, oszthatatlant jelent) matematikailag oszthatatlanok, nem keletkeztek és nem is pusztulnak el, soha: örök létezők. Ezen a ponton az atomista filozófusok megőrzik azt az eleai hagyományt, miszerint a létező keletkezés nélküli és el nem pusztítható. Formájukat és nagyságukat tekintve több fajtájuk is létezik, és ez határozza meg a dolgok természetét.

## Pierre Gassendi
Francia tudós, evangélikus lelkész.
Elmélete (1650-ben) az atom szilárd, ürességben mozognak Isten irányításával, egymáshoz kapcsokkal kötődnek, nem örökkévalók, sikerült az egyházzal elfogadtatnia az atomelméletet.

## Joseph John Thomson
1897 Thomson-féle atommodell — „szilvapuding”, magyarítva „mazsolás kalács” modell
Az elektron minden atomban jelen van.

## Ernest Rutherford
Bebizonyította, hogy az atomban a töltések nem egyenletesen oszlanak el, az atom hasonlít a Naprendszerhez (az atommag a Naphoz, az elektronok a bolygókhoz). A pozitív töltésű protonok az atommagban foglalnak helyet, a negatív töltésű elektronok pedig a körül keringenek.

## Niels Bohr
Bohr 1913-ban publikált elméletében az elektronok rögzített helyzetű (kvantált) pályákon keringenek az atommag körül, és az anyag kémiai tulajdonságait zömmel a külső pályákon levő elektronok határozzák meg. Ebben a modellben az elektronok fotont elnyelve egy alacsonyabb energiájú pályáról nagyobb energiájúra ugorhatnak, amivel az atom „gerjesztett állapotba” kerül. A gerjesztett atom nagy energiaszintű elektronja kisebb energiaszintű pályára ugorhat (ha azon van szabad hely), és ilyenkor a két energiaszint különbségének megfelelő energiájú fotont bocsát ki.
A modellt két év múlva a színképvonalak finomszerkezetét figyelembe véve pontosította Arnold Sommerfeld. A Bohr-Sommerfeld modellben az elektronok immár ellipszis alakú pályákon is mozoghatnak.

## Werner Heisenberg, Erwin Schrödinger - Kvantummechanikai atommodell
Az elektronnak hullámra és részecskére jellemző tulajdonságai is vannak, helyét nem ismerhetjük, csak meghatározhatjuk előfordulási esélyét. Bővebben: Kvantummechanika

## Fontos felfedezések, amik az atommodellek kialakulását segítették
- 1808 - John Dalton - Annyiféle atom, ahányféle elem, az atom gömb alakú, egy vegyületben a részt vevő elemek aránya állandó, akármennyi anyagból is keletkeznek.[1]
- Lénárd Fülöp - Vékony alumínium lapon keresztül tudta vezetni a katódsugárzást, ebből arra következtetett, hogy a pozitív töltésű részei az atomnak egy helyen vannak, nem eloszlatva az atomon belül.
- 1932 - James Chadwick - Felfedezte a neutronokat, bebizonyította, ahogy az atommagok protonokból és neutronokból állnak, és ezeknek tömege közel azonos